# 丘秉文
丘秉文（1513年—1570年），字鳴周，福建興化府莆田縣人，軍籍，明朝政治人物。

## 生平
嘉靖十六年（1537年）丁酉科福建鄉試第五十一名舉人，二十三年（1544年）中式甲辰科會試第四十四名，三甲第三十九名進士。授永嘉縣知縣，以憂歸，補長興縣知縣，遷刑部主事，會兵部郎中楊繼盛劾嚴嵩下獄，時時潛為具橐饘及藥餌。為吏部尚書李默所知，官至光祿寺丞，李默下獄，辭官歸鄉。構東樓，藏書數百卷，結社西州之頂，日以吟詠為樂，年五十八卒。

## 家族
曾祖丘山，按察司副使；祖父丘守淵，義官；父丘茂榶，貢士。母陳氏；繼母林氏。具慶下。兄丘陵、丘秉和，弟丘階、丘陟、丘隅、丘陳、丘秉咸、丘秉奇、丘秉玄、丘秉魯、丘秉哲。